# Aass Bryggeri

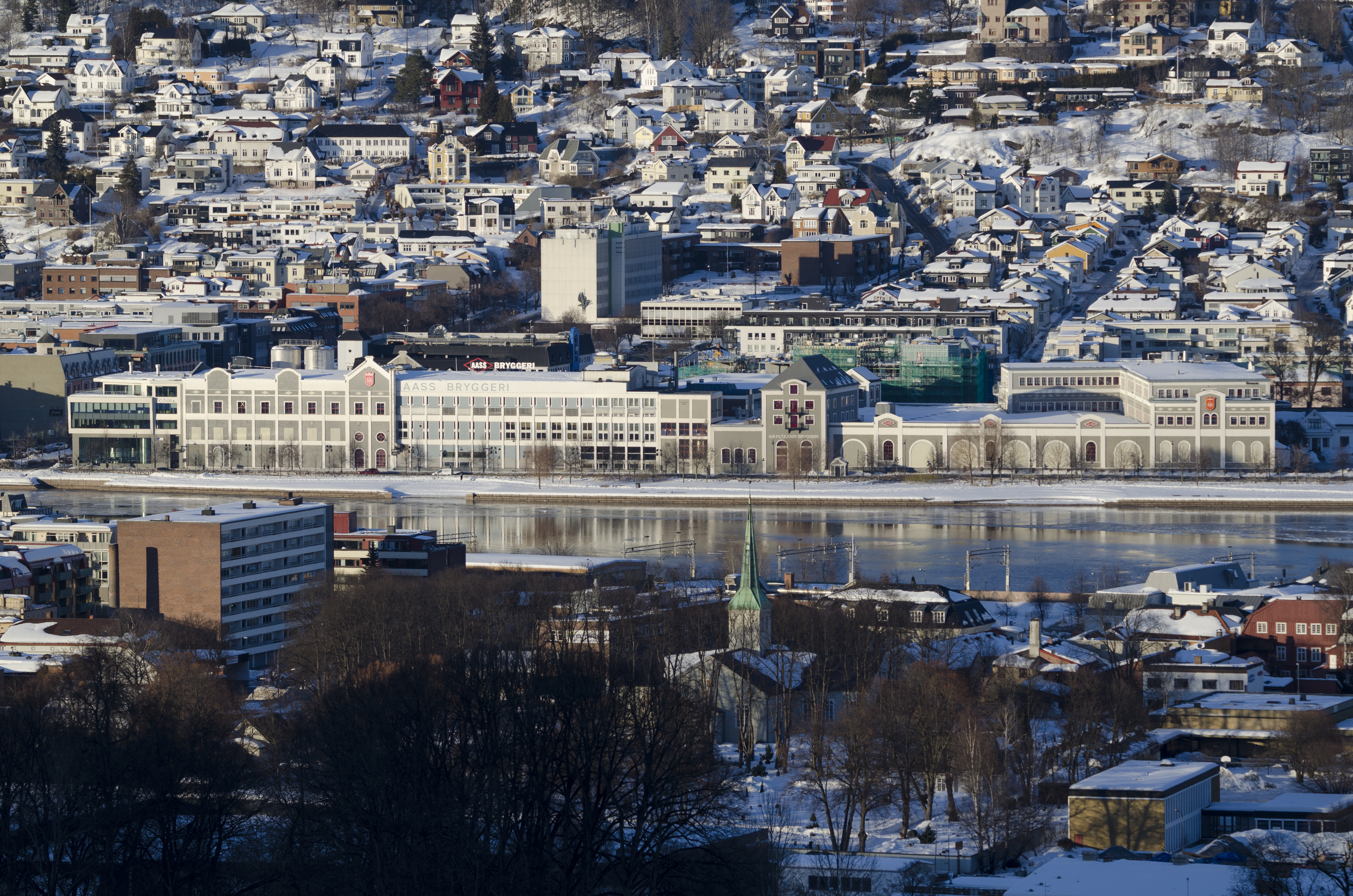
Die Aass-Brauerei, 2018

Die Aass Bryggeri (deutsch Aass-Brauerei) ist die älteste noch existierende und größte Bierbrauerei Norwegens.
Die Brauerei wurde 1834 in Drammen am Ufer des Flusses Drammenselva gegründet. Der Brauereistandort wurde seitdem nicht gewechselt. Den heutigen Namen bekam die Brauerei, als sie 1860 von Poul Lauritz Aass (1836–1904) gekauft wurde. Das Unternehmen ist auch mehr als 150 Jahre später weiterhin im Besitz der Familie Aass. Der Direktor in der fünften Generation ist Christian Aug. K. Aass (Stand: 2018). 1869 wurde mit der Mineralwasserproduktion begonnen. Pro Jahr werden circa 10 Millionen Liter Bier, sowie circa 18 Millionen Liter nichtalkoholische Getränke produziert wie zum Beispiel die Orangenlimonade Solo. Die Brauerei hat weltweit ungefähr 150 Mitarbeiter (Angaben beziehen sich auf 2007). Der Jahresumsatz 2005 betrug 511.465.000 Norwegische Kronen.
Die Brauerei erklärt, sich an das Reinheitsgebot von 1516 zu halten.
Die weltgrößte Ølhøne, ein traditionelles norwegisches Trinkgefäß in der Form einer Henne, ist im Besitz der Brauerei. Sie fasst 603 Liter, wiegt 234,7 Kilogramm, ist 2,98 Meter lang, 1,25 Meter breit und 1,8 Meter hoch. Der Rekord ist beim Guinness-World-Records-Book registriert.